# Nickelsgraben (Main)
Der Nickelsgraben ist ein gut zwei Kilometer langer Bach in Unterfranken, der aus südwestlicher Richtung kommend von links in den Main mündet.

## Verlauf
Der Nickelsgraben entspringt im südwestlichen Maindreieck auf der Marktheidenfelder Platte im Naturraum 132.01 Eisinger Höhe aus einer intermittierenden Quelle auf einer Höhe von etwa 254 m ü. NN.
Sein Quellgebiet liegt zwischen den zum Maintal vorspringenden Höhengewannen Schmalet und Platte im 15,2 ha großen Naturschutzgebiet Bärnthal-Hüttenthal in einen kleinen Nadelwald westlich von Margetshöchheim.
Der Nickelsgraben fließt zunächst gut fünfhundert Meter in nordöstlicher Richtung durch den bewaldeten Bärentalsgraben (Berthalsgraben), unterquert dann die Schnellfahrstrecke Hannover–Würzburg und wird danach auf seiner linken Seite von einem aus dem Hüttental von Nordwesten kommenden Quellast gestärkt.
Der Nickelsgraben  läuft nun begleitet von einer starken Baumgalerie entlang der Gemarkungsgrenze zwischen Margetshöchheim und Erlabrunn durch die offene Flur, passiert dann bei Hummelbrunn ein Gehöft, unterquert danach die Staatsstraße St 2300, kreuzt noch einen kleinen Begleitgraben des Mains und mündet schließlich im Naturraum 133.02 Maintal bei Veitshöchheim  auf einer Höhe von 161,6 m ü. NN gut siebenhundert Meter oberhalb der Staustufe Erlabrunn von links in den aus dem Südosten heranfließenden Main.

Bachwiesengraben im Margetshöchheimer Gemeindewald
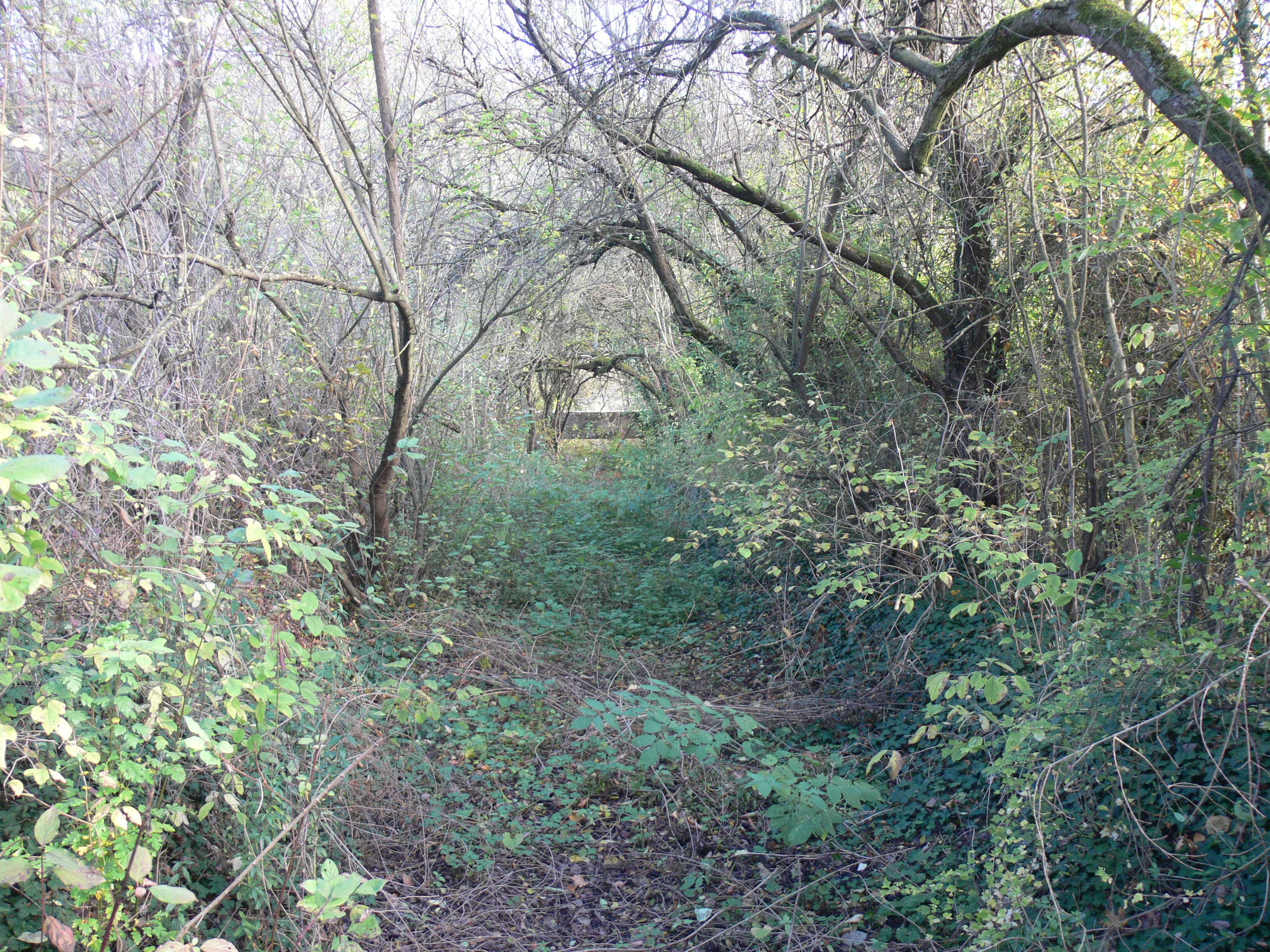
Südlich der Erlabrunner Badeseen
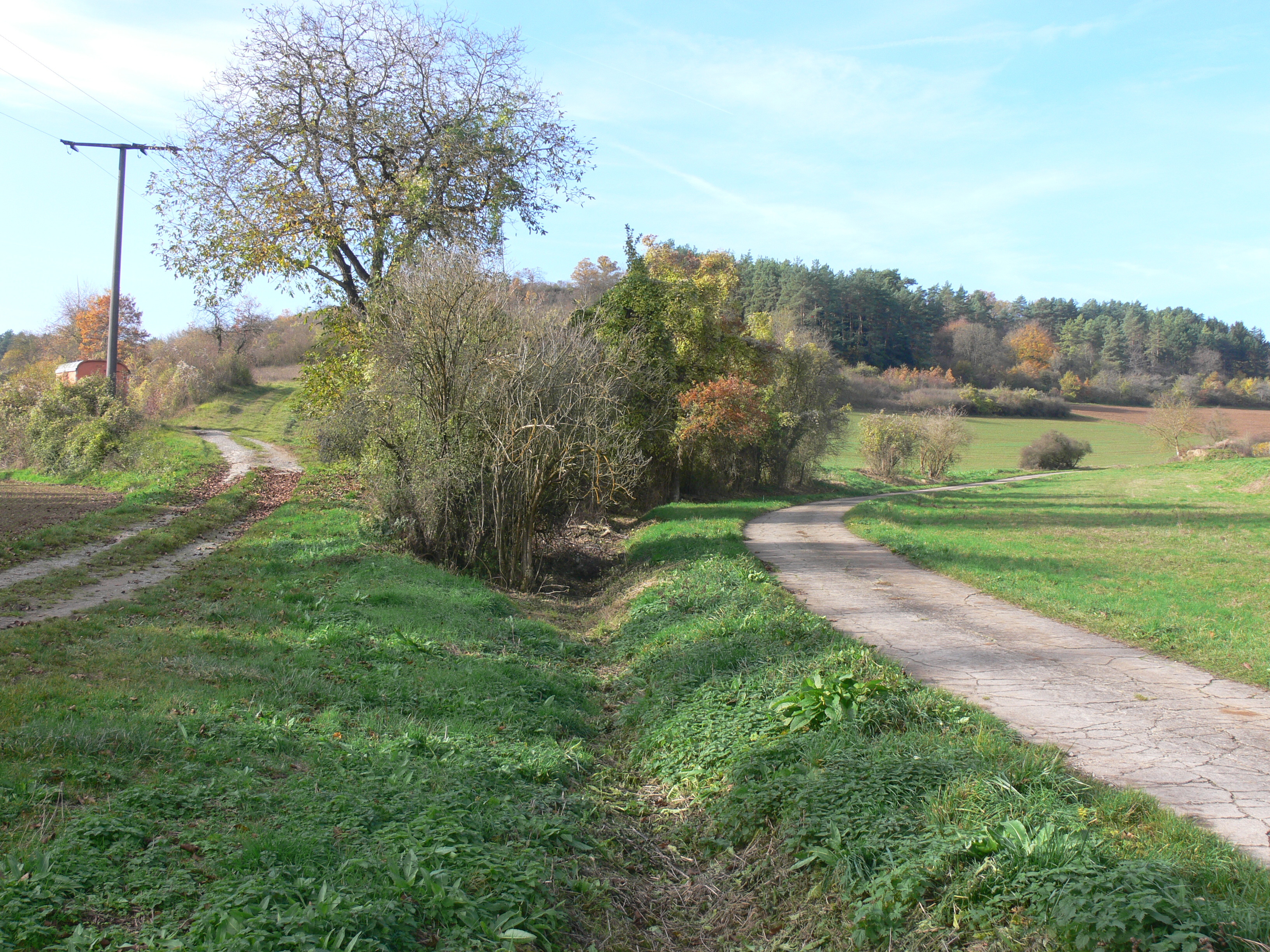
Zulauf Hüttental
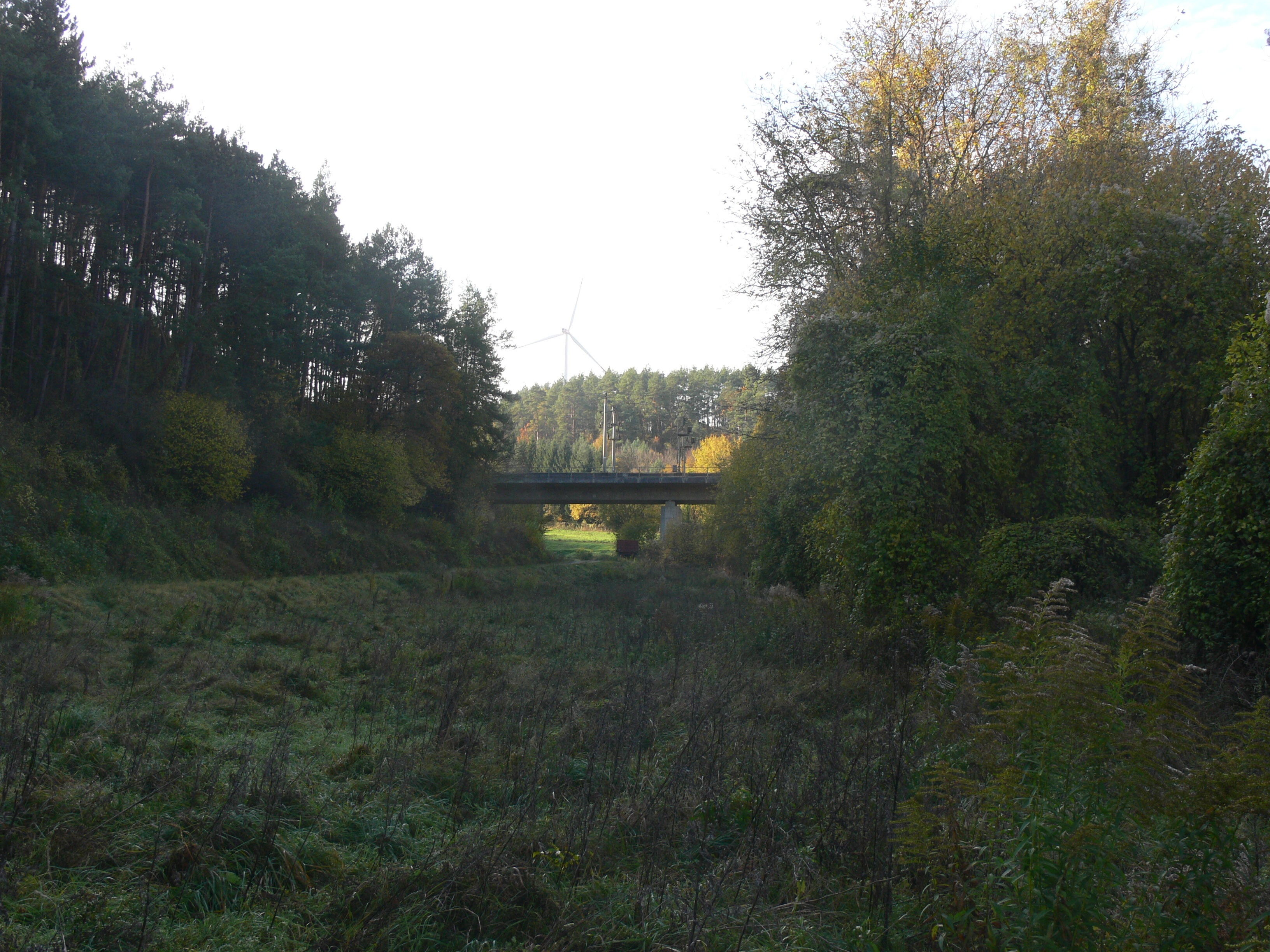
Brücke der Schnellfahrstrecke Hannover–Würzburg
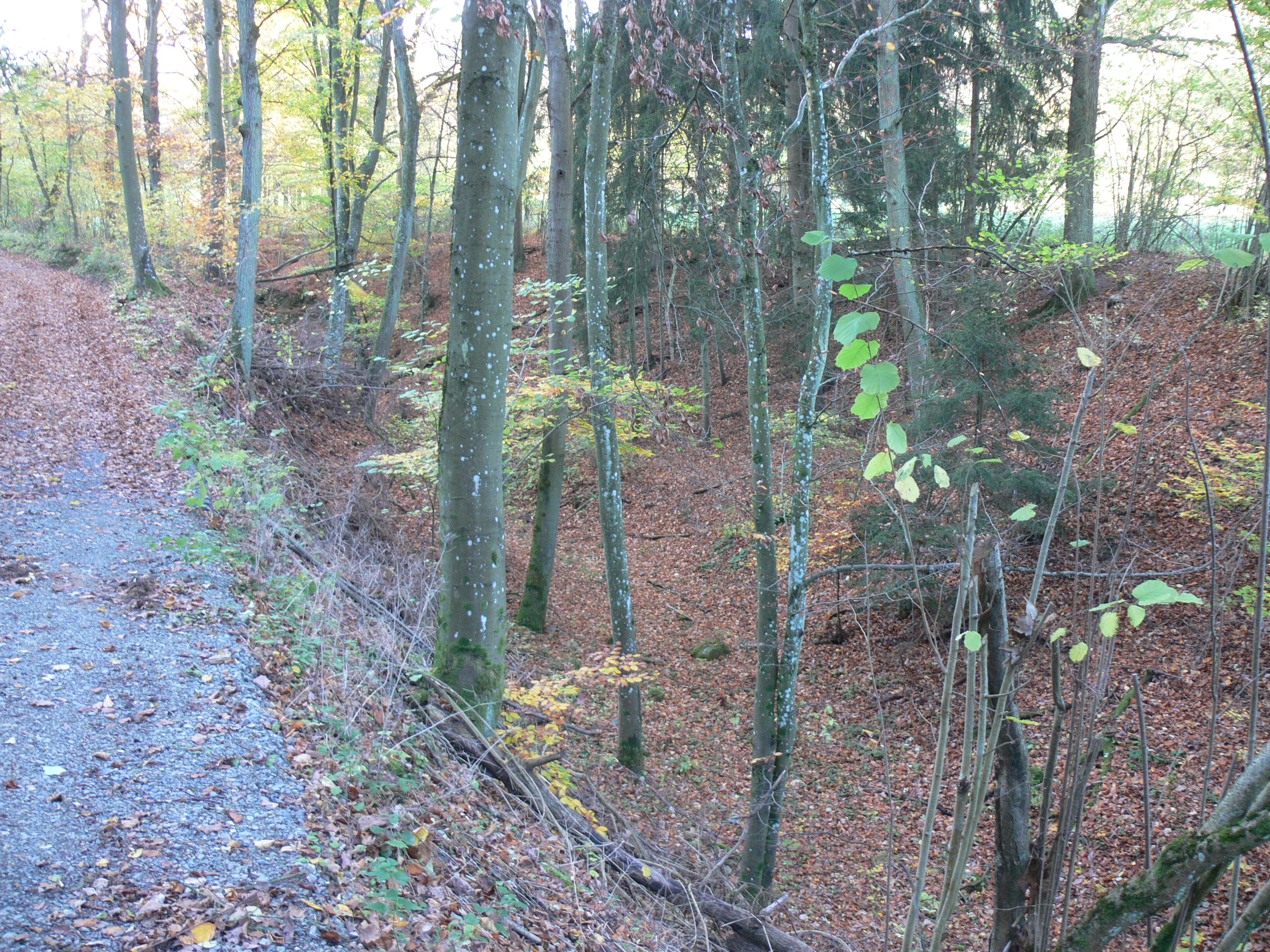
Bärentalgraben